# Dajella tenera
Dajella tenera là một loài Trichoptera hóa thạch trong họ Glossosomatidae.